# Michel Adam
Michel Adam es un rosalista e hibridador francés de nuevas variedades de rosas. 

## Biografía
Michel Adam era empleado en los SNCF cuando comenzó sus experimentaciones con rosas en 1980, poniendo a prueba sus hibridaciones durante su tiempo libre. "Se necesitan siete años para obtener y cultivar una rosa. Un verdadero trabajo de jardinero". En enero de 1987, se estableció formalmente como viverista con la empresa de "Roseraies de Guérinais". Obtuvo el primer éxito, con la rosa 'Parfum d'Armor' en 1990.
Con los años, obtuvo numerosas rosas famosas a las que dio el nombre de muchas estrellas de la televisión, el deporte o el cine como 'Jean Piat', 'Isabelle Autissier', 'Carole Bouquet', 'Michel Desjoyeaux', 'Macha Méril' y 'Florence Arthaud', la cual vino a recoger su rosa a Liffré.
Sus obtenciones según él : « Estas son la culminación de más de treinta años de trabajo meticuloso y metódico, de los que quince años son de aplicación de la técnica de la acumulación de genes con caracteres dominantes. »

## Galardones de rosas de Michel Adam
1990
- Concours international de roses nouvelles de Bagatelle : premio al perfume por 'Parfum d’Armor'.[2]

1991
- Concours de Lyon : "Plus belle rose de France" por 'Le Grand Huit'.[3]

1992
- Concours de Lyon : Premio "Prestige de la Rose" por una variedad aún no nombrada.

1993
- Concours international de roses nouvelles de Bagatelle : 'Rose de Rennes' (Cert n° 1) y  'Parfum Lifféen' ("prix du parfum")[2]

- Concours de Lyon : premio "Grande rose du siècle" por una variedad aún no nombrada  ('ADApoman') y por 'Santiago'.[3]

1994
- Concours de Lyon : premio "Grande rose du siècle" por una variedad aún no nombrada.[3]

1995
- Prix de la rose AJJH por la 'Rose de Rennes'.[4]
- Concours de Lyon : premio "Grande rose du siècle" por una variedad aún no nombrada  ('ADAhuro') y por 'Orange Adam'.[3]

1996
- Concours de Lyon : premio "Plus belle rose de France" (Medalla de oro) por 'Rose d'or de Montreux' y el premio "Grande rose du siècle" por 'Rouge Adam'.[3]

1997
- Concours de Lyon : "Prix Prestige de la Rose" por una variedad aún no nombrada ('ADAsilli').[3]

2000
- Prix de la rose AJJH con la rosa 'Isabelle Autissier'.[4]

2001
- Concorso Internazionale per la nuova rosa di Monza : Medalla de Oro con 'Fanny Ardant' en la categoría Híbrido de té.[5]

2002
- Concorso Internazionale per la nuova rosa di Monza : "Rosa dei Giornalisti" (Medalla de Plata) con 'Reflêt de Saint-Malo'.[5]

2003
- Concours International de Roses Remontantes : Certificado de mérito en la categoría "Buisson Grandes Fleurs" por la rosa 'Brocéliande'.[6]

- Concorso Internazionale per la nuova rosa di Monza : Medalla de Oro de la categoría « Shrub, Climber, Groud cover, Miniature » con una variedad aún no nombrada ('ADAromaq').[5]

2004
- Concours International de Roses Remontantes : Medalla de la ciudad de Orleans para 'ADAfunhu', rosal arbustivo de grandes flores y de numerosos pétalos.[7]

- Concorso Internazionale per la nuova rosa di Monza : Medalla de Plata ex aequo de la categoría « Shrub, Climber, Groud cover, Miniature » con una variedad aún no nombrada ('ADApolred').[5]

2005
- Concurso de Monza : dos medallas de plata para las rosas aún no nombradas ('ADAbicpoint' y 'ADAcocenpa').

- Concours international de roses nouvelles de Bagatelle : 1º Premio por las rosas de paisaje (ADAcocenpa) y el Premio « Coup de cœur » del concurso de los niños ('ADAbicpoint').

## Algunas de lasobtencionesde Michel Adam

Obtenciones
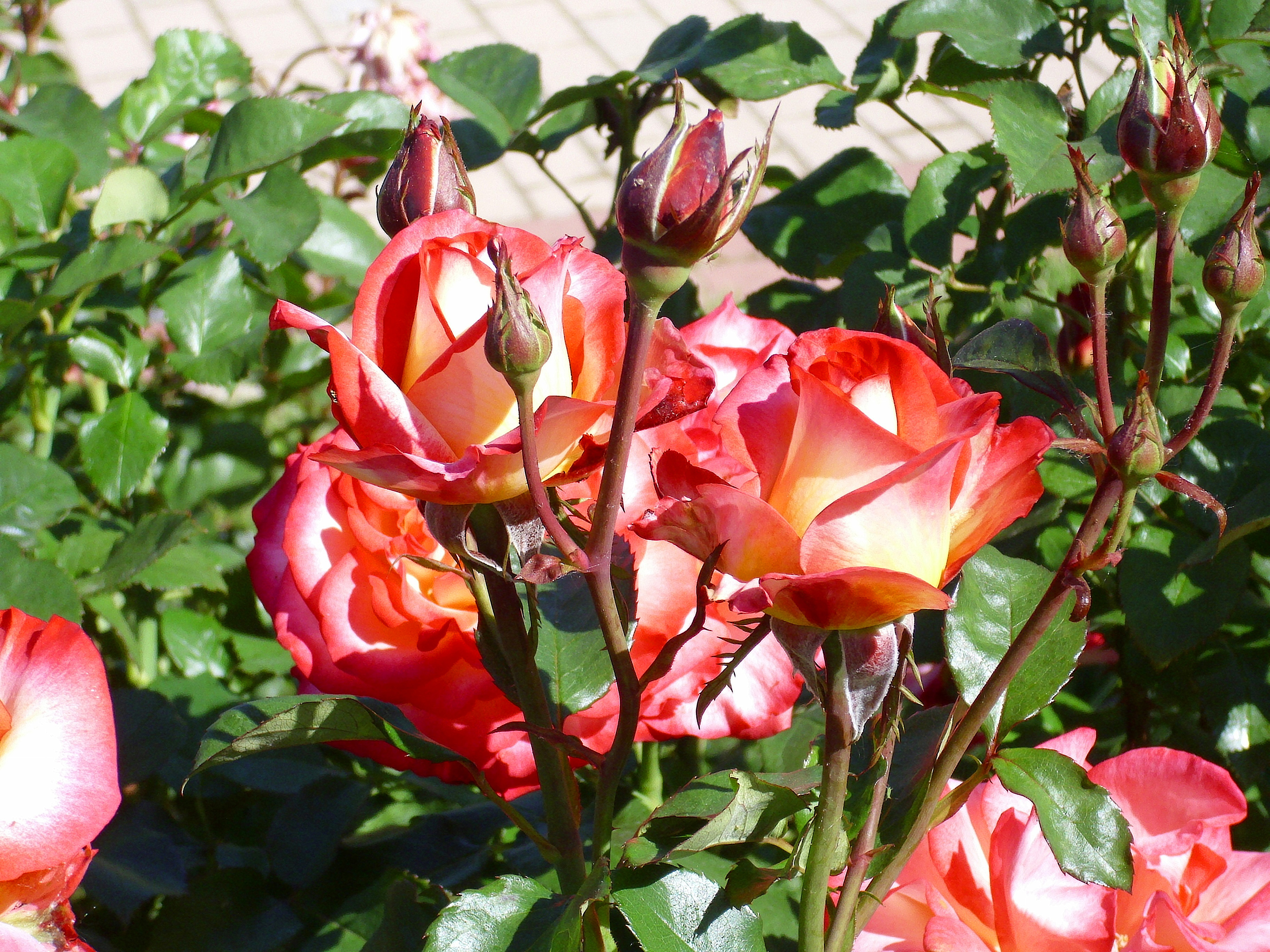
'Léo Ferré' 2005, Grupo: Floribunda. Rosaleda del parque del Oeste.
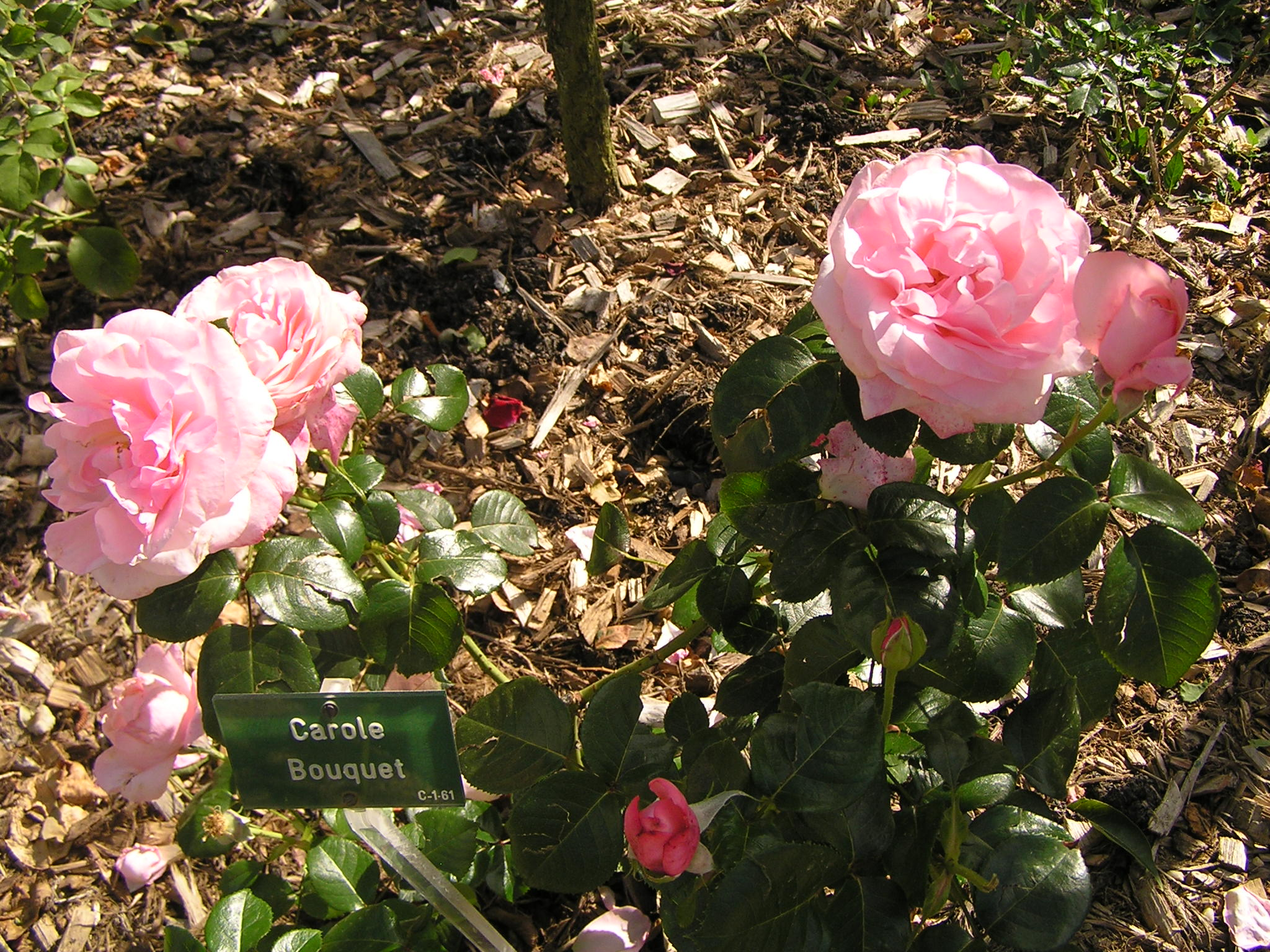
'Carole Bouquet' 2000, Grupo: Híbrido de té.
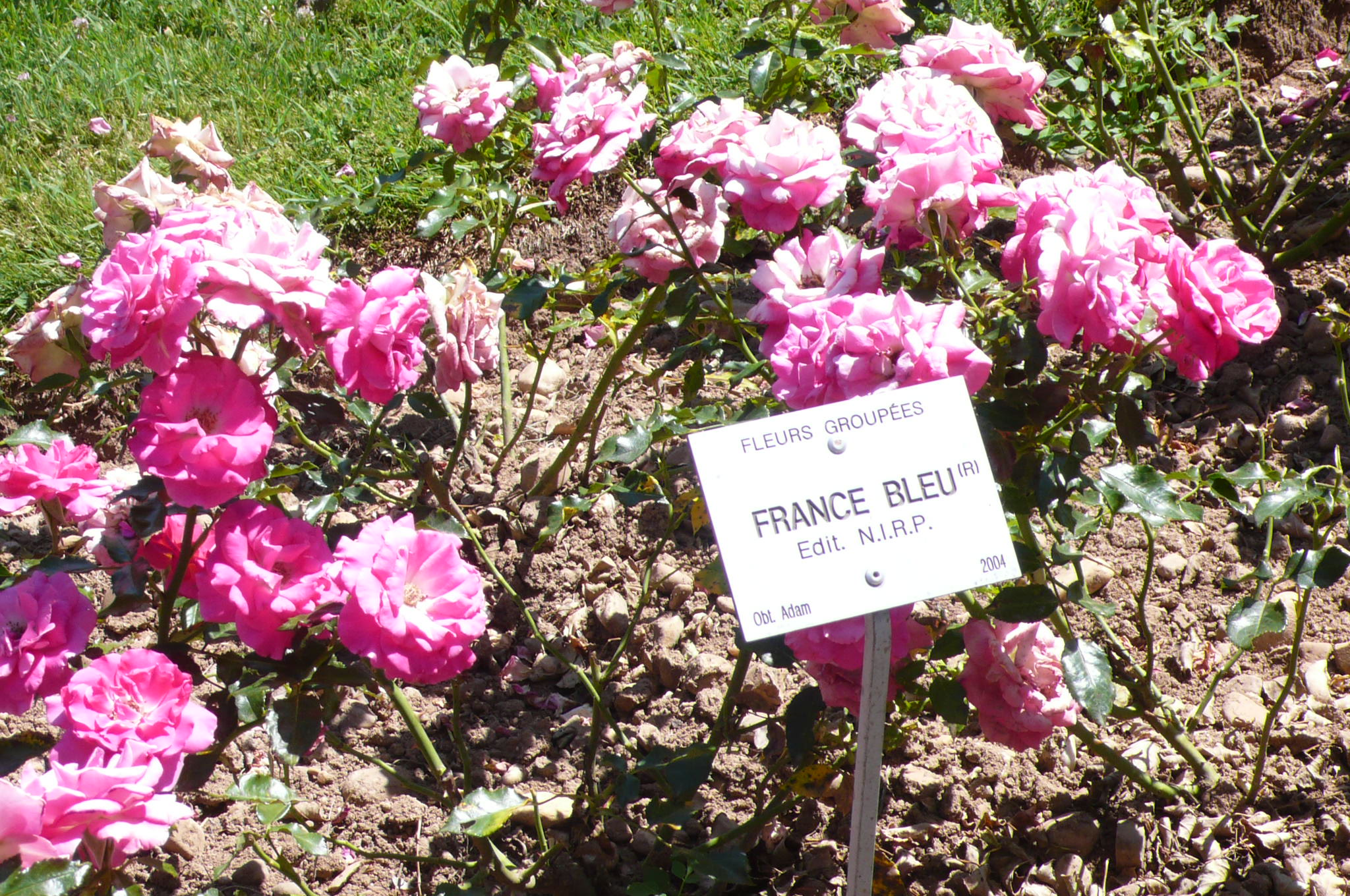
'France Bleu' 1998, Grupo: Floribunda. Parc de la Tête d'Or.
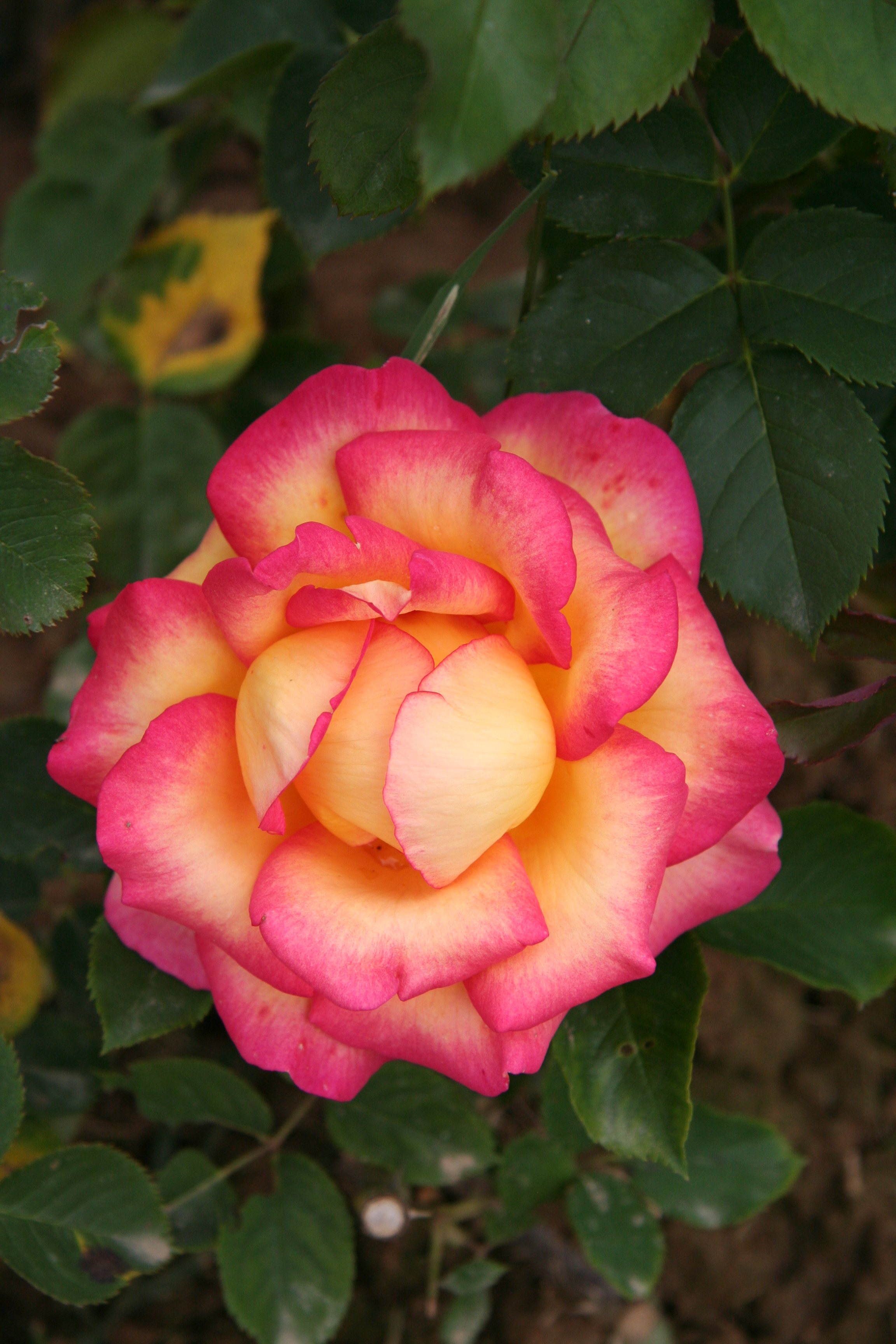
'Jean Piat' 2003, Grupo: Híbrido de té.